# L'Écho du mensonge
Pour plus de détails, voir Fiche technique et Distribution.
L'Écho du mensonge (Guilty at 17) est un téléfilm canadien réalisé par Anthony Lefresne, diffusé aux États-Unis le 20 juillet 2014 sur Lifetime.

## Synopsis
Une enquêtrice interroge Devon Cavanor, une élève du lycée Powelton, au sujet des attouchements dont elle a été victime de la part de Gilbert Adkins, son professeur de chimie. C'est ensuite au tour de Traci Scott, témoin des faits. À l'issue de l'interrogatoire, Adkins est arrêté. Il clame son innocence. Devon avoue à Traci combien elle est soulagée de ce dénouement. Quand Gilbert Adkins quitte le poste de police avec son demi-frère Gary, il affirme que sa vie est détruite à cause de ces affabulations. En effet, il ne pourra plus jamais enseigner. Il a toujours connu des problèmes de discipline avec Devon, qui se croit tout permis.

## Fiche technique
- Titre original : Guilty at 17
- Titre français : Le lycée du mensonge
- Titre québécois : L'écho du mensonge
- Réalisation : Anthony Lefresne
- Scénario : Christine Conradt, David DeCrane et Douglas Howell
- Photographie : Bill St. John
- Musique : Richard Bowers
- Durée : 90 minutes
- Date de diffusion :
  -  France : 27 octobre 2014 sur TF1

## Distribution
- Erin Sanders (VF : Adeline Chetail) : Traci Scott
- Alex Paxton-Beesley (VF : Barbara Beretta) : June Gailey
- Catherine Dent (VF : Véronique Augereau) : Melanie Scott
- Michael Woods (VF : Tony Joudrier) : Don Scott
- Chloe Rose (en) (VF : Kelly Marot) : Devon Cavanor
- Zack Peladeau (VF : Alexandre Gillet) : Jay Allerson
- Rob Stewart (VF : Olivier Destrez) : Gilbert Adkins
- Vanessa Morgan : Leigh
- Allison Graham (VF : Pauline Brunel) : Rona Ashton
- Jefferson Brown (en) (VF : Anatole de Bodinat) : Steve Dawson
- Kevin Bundy : Gary Foster
- Lindsay Gerro : Linda
- Rick Burchill : Irving Cavanor
- Sophie Gendron : Aileen

Version française (VF) selon le carton de doublage.